# 多帶鏢鱸
多帶鏢鱸為輻鰭魚綱鱸形目鱸亞目河鱸科鏢鱸屬的其中一種，分布於美國Mobile灣流域，體長可達4.4公分，棲息在植被生長、泥底質的溪流、水塘。